# Kaiserstraat
De Kaiserstraat is een straat en voormalige gracht in de Leidse binnenstad. De straat is genoemd naar dr. Frederik Kaiser (Amsterdam 1808 - Leiden 1872). Hij was hoogleraar in de sterrenkunde en verantwoordelijk voor de bouw van de nieuwe sterrenwacht in 1860 aan de Sterrewachtlaan, een zijstraat van de Kaiserstraat. In de winter van 2011 - 2012 werd de Kaiserstraat opnieuw ingericht. De grote bomen zijn gekapt en de trottoirs en rijweg herbestraat. Ook zijn Leidse lantaarns geplaatst. In het voorjaar van 2012 werd het werk afgerond met het planten van nieuwe bomen.

## Geschiedenis
Tot de demping in 1875 lag hier de Cellebroedersgracht, genaamd naar het nabijgelegen klooster van de Cellebroeders. Nadat de broeders het klooster in 1576 hadden moeten verlaten werd het gebouw in 1592 bestemd voor het Statencollege. Dit was een internaat voor studenten theologie die met een beurs van en op kosten van de Staten van Holland werden opgeleid. Een deel van het inmiddels verdwenen complex diende vanaf 1807 als universiteits-manege. Hiervan resteert slechts de poort met paardehoofd en de naastgelegen dienstwoning van de directeur van de universiteitsmanege.

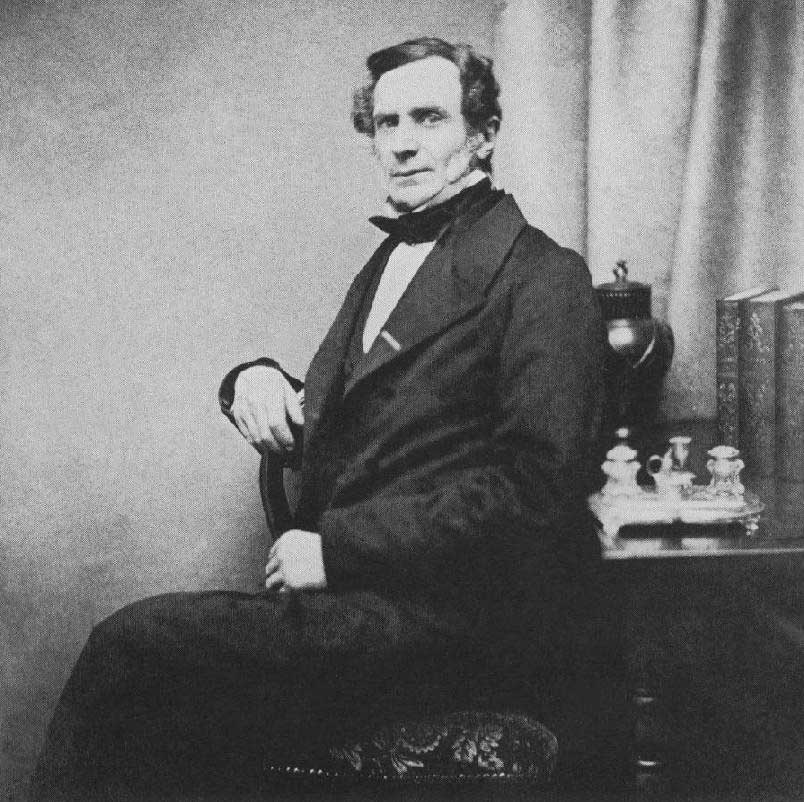
Frederik Kaiser
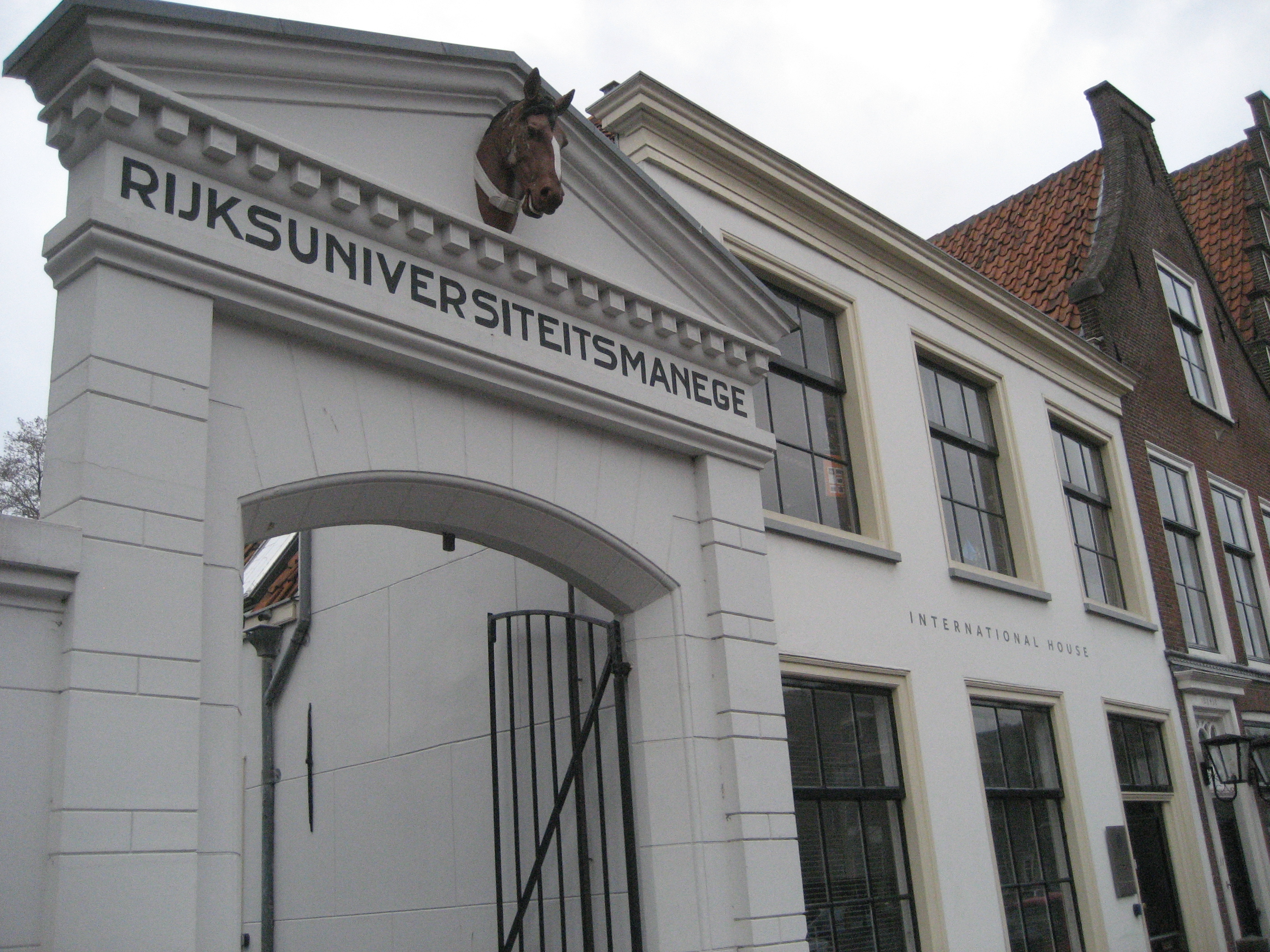
Poort van de voormalige Universiteitsmanege
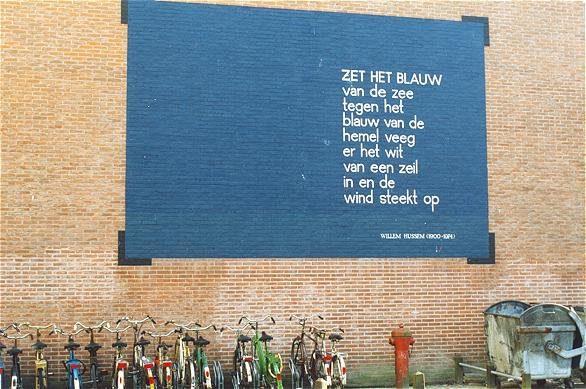
Muurgedicht van Hussem in de Kaiserstraat
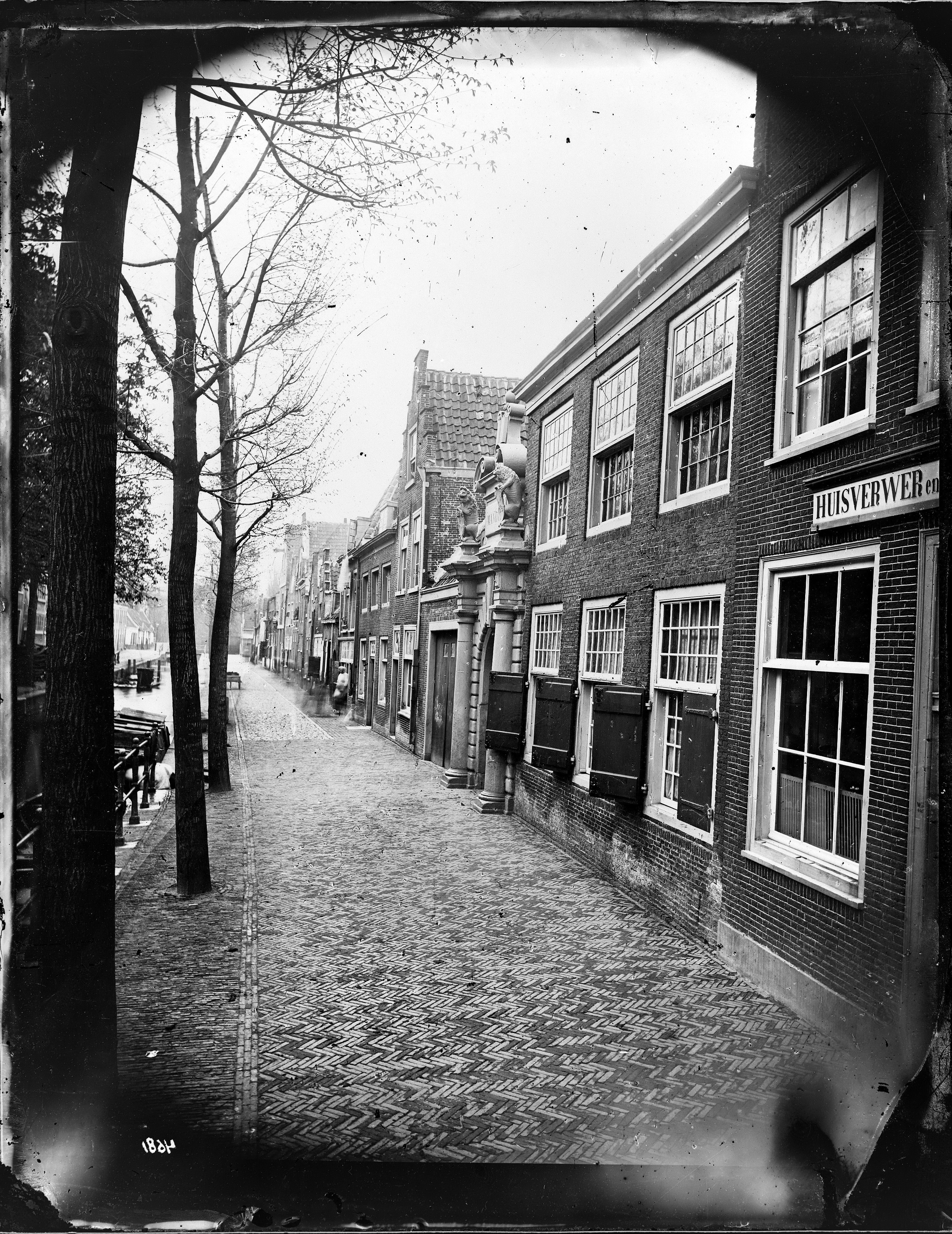
Gezicht op westzijde Cellebroersgracht, thans Kaiserstraat, met de Manege-poort (ca. 1870)

## Rijksmonumenten
Aan de Kaiserstraat zijn verschillende bijzondere panden gelegen:
- Kaiserstraat 7 is een als rijksmonument[2] aangewezen woonhuis; nu een restaurant.
- Kaiserstraat 9 is een als rijksmonument[3] aangewezen woonhuis
- Kaiserstraat 11 is een als rijksmonument[4] aangewezen woonhuis.
- Kaiserstraat 13 is de als rijksmonument[5] aangewezen voormalige dienstwoning van de directeur van de universiteitsmanege, nu het Regens Collegii en in gebruik als kantoorgebouw.
- Kaiserstraat 22-24: een laatste overblijfsel van de Sajetfabriek N.V. Van Cranenburgh & Heringa, die in 1873 in bestaande panden tussen Cellebroedersgracht, Vliet en Rapenburg begon met de productie van sajet (breigaren) en later ook van sokken. In 1918 werd hiervoor een nieuw fabrieksgebouw neergezet in de tuin van Vliet 15. In 1954 volgde het fabriekspand van vier verdiepingen aan de Kaiserstraat. Midden van de jaren zestig sloot de fabriek. De oudste panden werden gesloopt en vervangen door nieuwe studentenpanden. Kaiserstraat 22-24 bleef behouden en werd aangepast voor studentenhuisvesting.
- Kaiserstraat 63 (en Sterrewachtlaan 1-4) het Van der Klaauw Laboratorium, dat in 2012 gesloopt is.

## Hofjes
Ook ligt er aan of bij de Kaiserstraat een drietal hofjes, die tot de oudste van Leiden behoren:
- Bethaniënhof, Kaiserstraat 43
- Jeruzalemhof, Kaiserstraat 49
- Sint Annahof of Joostenpoort, Zegersteeg 14 (zijstraat Kaiserstraat)